# Annelie Ehrhardt
Annelie Ehrhardt (nascida Jahns; Hötensleben, 18 de junho de 1950 – 22 de outubro de 2024) foi uma atleta alemã, campeã olímpica dos 100 metros com barreiras pela antiga Alemanha Oriental.

## Carreira
Competindo ainda com seu nome de solteira (Jahns), ela venceu em 1968 o Europeu de Atletismo Júnior em Leipzig, quando a prova ainda era disputada em 80 metros. Dois anos depois, igualou o recorde mundial na prova hoje não mais existente dos 200 metros com barreiras.
Em junho de 1972, pouco antes do Jogos Olímpicos, Annelie quebrou o recorde mundial já na nova distância olímpica, em poder de sua compatriota Karin Balzer, até então a maior barreirista da Alemanha, campeã olímpica em Tóquio 1964 e recordista mundial, marcando 12s5 em Potsdam.
Campeã europeia em 1974 e medalha de prata em 1971, foi a primeira campeã olímpica desta prova, disputada pela primeira vez em Munique 1972, onde ganhou a medalha de ouro com a marca de 12s59, um novo recorde mundial, o primeiro computado eletronicamente e o primeiro recorde olímpico.
Lesionada, tentou defender seu título olímpico em Montreal 1976, mas não conseguiu passar das semifinais, abandonando o atletismo pouco depois.

## Morte
Ehrhardt morreu no dia 22 de outubro de 2024, aos 74 anos.